# 提婆 (印度神話)

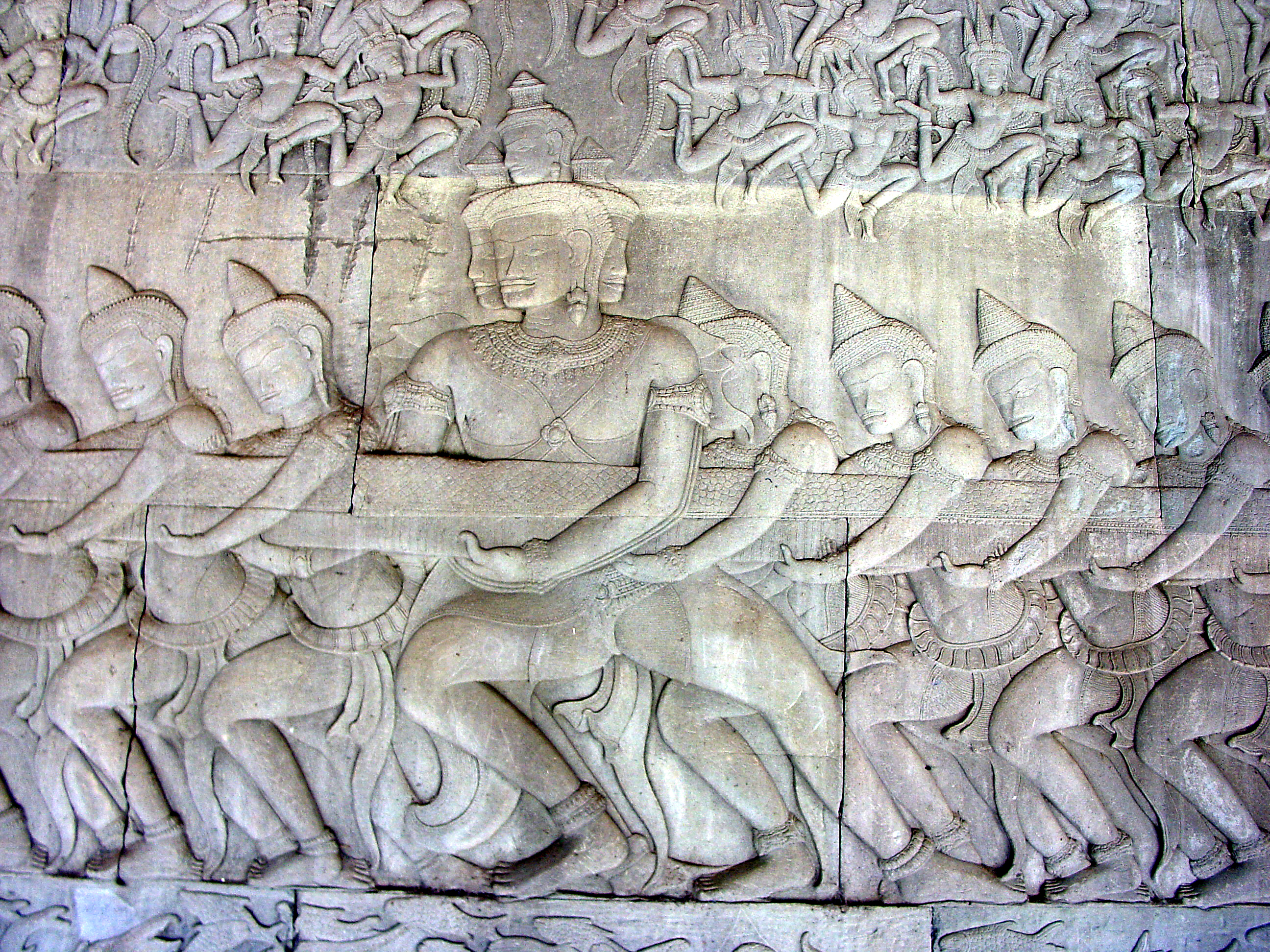

提婆（羅馬化：Deva，IPA：/dévə/），在梵語中本意是天，在印度教神话体系中转指居住在天界的男性神明，故亦可译为天、天人，女性提婆被称為提毗， 男性提婆被稱為提瓦（Deiva）。有趣的是，在瑣羅亞斯德教神話中，德弗（Daēva）反而是惡魔的統稱，與善神阿胡拉（Ahura）對立。

## 印度教
在古婆羅門教神話中，世间分为天界（提婆界）、空界、地界，天界即提婆界，位于须弥山山上。提婆界的居民是比凡人“高級”的生靈，可能是神靈、垩人或半神。女性的提婆被稱為提毗（一作岱薇），男性的提婆被稱為提瓦（Deiva）。阿修羅則為提婆的敵對勢力，但在吠陀教（古婆羅門教的前身）早期的神話中，阿修羅的形象比較正面，在吠陀教聖典《吠陀經》最早出現的部份中，不論是善是惡，所有超自然生靈都被稱為提婆及阿修羅，統稱為提婆-阿修羅，在中期的神話中，提婆及阿修羅被提到都是由生主所生的，後期的神話提到因為提婆選擇行善，阿修羅卻選擇作惡，所以才使得祂們之間出現差別，直到後來，婆羅門教開始將阿修羅妖魔化，即便如此，仍有一些神話故事提到部份阿修羅會通過苦修來試圖獲取提婆的恩賜。
世主因陀罗（漢傳佛教称之為帝释天）是空界的統掌者，同时是三界的主宰者。随着印度教迅速發展，对於湿婆及毗湿奴的信仰兴起，印度教神話中的三相神皆成了很多信奉者的崇拜對象，而對於因陀羅及其他受到吠陀教所重視的神靈的信仰則嚴重衰落。

## 佛教神話中的提婆
佛教对于相關信仰，認為提婆乃是居住在天界的有情眾生，即是天人眾。他們壽命很長且有大能，一動念，萬般華衣美食隨處湧出，享受多種快樂。但是佛教相信，天人壽命雖然很長但也有盡頭，之後還要進入輪迴，甚至会墮至人間、阿修羅道乃至惡道。

## 與瑣羅亞斯德教神話中的德弗之間的關係
一種流行的觀點聲稱提婆對應瑣羅亞斯德教神話中的德弗（Daēva），後者是對於殘惡的超自然生靈的統稱，與仁善的神靈阿胡拉（Ahura）互相對立。在瑣羅亞斯德教早期的神話中，德弗和阿胡拉分別被認為是異教所崇拜的神袛和所謂的正噵宗教所敬拜的神靈，在中期的神話中，祂們分別被視為不值得被崇拜的偽神和值得被敬拜的眞神，而在後期的神話中，德弗直接被視為像鬼魔般殘惡的生靈，因此有意見認為婆羅門教對阿修羅的妖魔化和瑣羅亞斯德教對德弗的妖魔化反映了古時印度人與波斯人之間的衝突。
然而，目前主流學術界已經否定了這一説法的正確性，很多史學家認為這些妖魔化進程都開展得太晚，以至於相關名稱不能被視為印度-伊朗宗教術語的特徵，由尼伯格（Nyberg）、語言學家雅克·杜切內-古列明（Jacques Duchesne-Guillemin）及維德格倫（Widengren）所推廣的關於印度-伊朗人史前鬥爭的理論被認為是 完全是具推測性的 的説法。